# Collyris robusta
Collyris robusta (лат.) — вид жуков-скакунов рода Collyris из подсемейства Cicindelinae (триба Collyridini). Юго-Восточная Азия.

## Распространение
Встречаются в Юго-Восточной Азии: Индонезия (Калимантан, Суматра), Малайзия.

## Описание
Жуки-скакуны крупного размера с большими глазами (21—27 мм). Цвет тела фиолетово-чёрный; голова широкая, очень короткая, темя за глазами очень мало расширено; верхняя губа довольно длинная и узкая, 5 медиальных зубца сближены, второй иногда слит с третьим, шестой - с пятым; переднеспинка гладкая, длинная, по бокам несколько угловатой формы; скульптура надкрылий не слишком грубая, за исключением середины, сильно складчатой поперечно. 
Тело тонкое стройное, ноги длинные. Верхняя губа трапециевидной формы с 7 зубцами, 2 крайние отделены от центральной группы глубокой выемкой. Переднеспинка удлинённая. Надкрылья узкие. Задние крылья развиты, при опасности взлетают. Обитают на стволах деревьев и кустарников. Биология и жизненный цикл малоизучены.

## Классификация
Вид был впервые описан в 1891 году. Также рассматривался в качестве подвида Collyris Mniszechi robusta. Валидный статус подтверждён в ходе ревизии, проведённой в 1994 году французским энтомологом Roger Naviaux (1926–2016).